# Peperomia rhombifolia
Peperomia rhombifolia är en pepparväxtart som beskrevs av William Trelease. Peperomia rhombifolia ingår i släktet peperomior, och familjen pepparväxter. Inga underarter finns listade i Catalogue of Life.